# 欧州食品安全機関
欧州食品安全機関 (おうしゅうしょくひんあんぜんきかん、英語： European Food Safety Authority、略称：EFSA ）は、欧州連合の専門機関のひとつである。2002年に設立され、イタリア共和国パルマに所在している。日本語名称には他に欧州食品安全庁がある。
機関は欧州連合域内の食品の安全性に影響するあらゆることについて、専門家らによるリスク評価を行いその安全性などに関する科学的な情報の提供を行う。対象は食品そのものだけでなく、農作物や畜産物の生産に使用される農薬、動植物の健康管理、飼料や加工食品製造で使用される添加物、食品と直接接する製造加工装置や容器・包装、食品検査、食品に関する表示、サプリメントのリスクや輸入食品の安全性に関することなど、食品を消費する消費者へとつながるフードチェイン全体に及び非常に幅広い。